# 赫氏巨棘角鮟鱇
赫氏巨棘角鮟鱇，又稱赫氏大角鮟鱇，為輻鰭魚綱鮟鱇目棘茄魚亞目巨棘角鮟鱇科的其中一種，分布於大西洋南部海域，屬深海魚類，棲息深度0-2000公尺，雌魚體長可達26.2公分，生活習性不明，不具任何經濟價值。

## 擴展閱讀
維基物種上的相關：細尾大角鮟鱇